# Quận Brazos, Texas
Quận Brazos (tiếng Anh: Brazos County) là một quận trong tiểu bang Texas, Hoa Kỳ. Quận lỵ đóng ở thành phố Bryan6.